# De Valk (Zalk)
De Valk is een korenmolen in Zalk in de Nederlandse provincie Overijssel.
De molen is in 1860 gebouwd en is jarenlang eigendom geweest van de familie Van Beekhuizen. De huidige eigenaar is de gemeente Kampen. Naar alle waarschijnlijkheid was de molen vroeger ook als pelmolen ingericht.
De molen is thans ingericht met één koppel maalstenen. De roeden van de molen zijn 22,20 meter lang en zijn voorzien van het oudhollands systeem met zeilen.